# Hydraena rudallensis
Hydraena rudallensis är en skalbaggsart som beskrevs av Blackburn 1896. Hydraena rudallensis ingår i släktet Hydraena och familjen vattenbrynsbaggar. Inga underarter finns listade i Catalogue of Life.